# Рјота Мориока
Рјота Мориока (јап. 森岡 亮太; 12. април 1991) јапански је фудбалер.

## Каријера
Током каријере је играо за Висел Кобе, Шлонск Вроцлав, Андерлехт и многе друге клубове.

## Репрезентација
За репрезентацију Јапана дебитовао је 2014. године. За тај тим је одиграо 5 утакмица.

## Статистика
| Јапан  | Јапан   | Јапан  |
| Година | Наступи | Голови |
| ------ | ------- | ------ |
| 2014.  | 2       | 0      |
| 2015.  | 0       | 0      |
| 2016.  | 0       | 0      |
| 2017.  | 2       | 0      |
| 2018.  | 1       | 0      |
| Укупно | 5       | 0      |